# 安巴佐尼亚国防军
安巴佐尼亚国防军（英語：Ambazonia Defence Forces，缩写ADF）是一个为安巴佐尼亚的独立而战的军事组织，安巴佐尼亚是南喀麦隆英语区的一个未受国际普遍承认的国家。它由安巴佐尼亚管理委员会（AGovC）于2017年9月9日正式成立，同日该组织向喀麦隆发动独立战争。
尽管其他的安巴佐尼亚分离主义民兵没有将战争延伸到了英语区之外，但ADF却采取了不同的立场。自2021年 4月以来，ADF开始与IPOB与其武装部门ESN结盟。 此外，ADF 领导人阿亚巴宣布，如果喀麦隆人反对保罗·比亚所领导的政府，那么 ADF 将会在军事上支持他们。 

## 历史
自2017年9月以来，ADF一直在该国英语区与喀麦隆武装部队进行着游击战。 在 2018 年 6 月，它声称拥有 1,500 名士兵，分别分散在喀麦隆南部的 20 个基地。他们在数量上和物质上都显然比对手劣势，通常他们依靠一击即跑战术、伏击和突袭战术，善用他们对地形的熟悉。 ADF 旨正在提高喀麦隆在该地区军事所存在的成本，使其高于该国从那里获得的利润。 喀麦隆当局承认，他们对喀麦隆南部城市以外的地区都几乎没有控制权； 一位曾在 ADF 工作过的外国记者表示，有部分原因是因为该地区基础建设薄弱，让军队难以追击游击队。
ADF忠于AGovC，它不是安巴佐尼亚临时政府的一部分。这导致与最初不支持武装斗争的临时政府的关系变得复杂。2017年11月9日，临时政府谴责ADF袭击造成三名宪兵丧生。 临时政府的非暴力立场在 2018 年初发生了变化，开启了它与 ADF 合作的可能性。 ADF 拒绝了加入Ambazonia 自卫委员会的提议，这是一个由临时政府建立的伞式组织，旨在将所有分离主义民兵团结在一个旗帜下。在伊沃·姆巴将军于 2018 年 12 月去世后，塞缪尔·伊科梅·萨科总统赞扬了这位已故将军，并敦促所有分裂主义民兵“无视我们的微小分歧”并团结起来。 
2019年3月，一名ADF领导人宣布，他们将把战争带入喀麦隆的法语区。一周后，分离主义分子——可能是 ADF——袭击了沿海地区的Penda Mboko，并打伤了三名宪兵。 这违反了临时政府的政策，临时政府强调战争应仅在喀麦隆南部边界内进行。 
2019年8月下旬，ADF宣布计划实施半年封锁。这是对雅温得军事法庭刚刚对Sisiku Julius Ayuk Tabe和其他九名被拘留的分离主义领导人判处无期徒刑的回应。 
在2020年1月至少发生了五起愤怒的村民袭击分离主义营地的事件之后，ADF公开谴责了分离主义同胞犯下的战争罪行。民主同盟军战士接到命令逮捕任何被抓到恐吓平民的人，包括分离主义分子。 本月晚些时候，由恰查将军领导的喀麦隆南部恢复部队绑架了 40 名 ADF 战士，其中 6 人被处决。 
当南喀麥隆防衛部隊由于2019冠状病毒病疫情而于2020年3月宣布停火14 天时，AGovC表示，如果喀麦隆军队在停火期间被限制在其基地内，ADF也会这样做。 
作为对巴门达清洁行动的回应，ADF呼吁当地人起来对抗喀麦隆军队。
2021年3月，民主同盟军“阿方将军”就部分分裂分子犯下的战争罪行公开向民众道歉。他声称虐待平民的分离主义战士经常受到毒品的影响，并感叹这导致了亲政府的地方准军事组织的建立。 
2021年4月9日，AGovC正式与比夫拉土著人民结盟。据 ADF 副国防部长 Daniel Caapo 称，这将需要联合军事行动、联合训练基地，并努力夺取共同边界并确保武器的自由流通。 该联盟遭到安巴佐尼亚临时政府以及其他比夫拉分离主义团体的谴责。 